# Hassan Bechara
Hassan Bechara est un lutteur libanais né le 17 mars 1945 et mort le 24 juillet 2017. Il remporte la médaille de bronze aux Jeux olympiques de Moscou dans la catégorie des poids super lourds (+ de 100 kg). Il est l'un des quatre médaillés olympiques de l'histoire du Liban, le dernier en date.

## Carrière sportive
Après deux participations aux Jeux olympiques de 1968 et de 1972 dans la catégorie des poids lourds (90 - 100 kg), il remporte une médaille de bronze à 35 ans lors de la troisième participation olympiques en 1980 dans la catégorie des supers poids lourds (+ de 100 kg).
Il reste très actif dans le cercle des lutteurs après sa retraite sportive en étant propriétaires de deux centres à Beyrouth et en étant vice-président de la fédération libanaise de lutte. Il est également à une époque membre de la fédération asiatique de lutte.

## Palmarès
- Jeux olympiques
  -  Médaille de bronze en lutte gréco-romaine dans la catégorie des plus de 100 kg en 1980